# Зависимость масса — светимость
Зависимость масса — светимость — в астрофизике уравнение, показывающее связь между массой звезды и её светимостью. Данное уравнение имеет вид
{\displaystyle {\frac {L}{L_{\odot }}}=\left({\frac {M}{M_{\odot }}}\right)^{a},}
где L⊙ и M⊙ — светимость и масса Солнца, 1 < a < 6. Значение a = 3.5 обычно используется для звезд главной последовательности с массами 2M⊙ < M < 20M⊙ и не применимо к красным гигантам или белым карликам. В случае достижения звездой
предела Эддингтона значение a = 1.
Для различных диапазонов масс звезд зависимость масса-светимость выглядит следующим образом:
{\displaystyle {\frac {L}{L_{\odot }}}\approx 0.23\left({\frac {M}{M_{\odot }}}\right)^{2.3}\qquad (M<0.43M_{\odot })}
{\displaystyle {\frac {L}{L_{\odot }}}\approx \left({\frac {M}{M_{\odot }}}\right)^{3.9}\qquad \qquad (0.43M_{\odot }<M<2M_{\odot })}
{\displaystyle {\frac {L}{L_{\odot }}}\approx 1.5\left({\frac {M}{M_{\odot }}}\right)^{3.5}\qquad (2M_{\odot }<M<20M_{\odot })}
{\displaystyle {\frac {L}{L_{\odot }}}\approx 32000{\frac {M}{M_{\odot }}}\qquad \qquad (M>20M_{\odot })}
Для звезд с массами меньше 0.43M⊙ основным механизмом переноса является конвекция, что значительно меняет соотношение. Для звезд с массами, превышающими 20M⊙, зависимость принимает вид L ∝ M.
Можно показать, что данное изменение зависимости возникает благодаря увеличению давления излучения в массивных звездах. Данные уравнения получены эмпирически при определении масс звезд в двойных системах, расстояние до которых известно из измерений параллаксов или при применении других методов. При нанесении данных о достаточно большом количестве звезд на график с логарифмическим масштабом осей точки образуют линию, наклон которой показывает величину a.
Зависимость масса-светимость важна, поскольку позволяет оценить расстояние до двойных систем, которые слишком далеки для того, чтобы было возможным измерение их параллакса, в рамках метода динамических параллаксов. Также данная зависимость может быть использована для определения времени жизни звезды, поскольку оно приблизительно пропорционально отношению M/L.

## Вывод уравнения
Вывод точного теоретического соотношения требует знания уравнения создания энергии и создания термодинамической модели внутренней части звезды. Однако основное соотношение L ∝ M3 можно вывести из основных законов физики при некоторых упрощающих предположениях. Первый подобный вывод был создан астрофизиком Артуром Эддингтоном в 1924 г. В рамках данного подхода вещество звезд представлялось моделью идеального газа. Далее будет представлен сходный алгоритм вывода зависимости, но не учитывающий оптическую непрозрачность.
В первом приближении звезды можно представить абсолютно черными телами с площадью поверхности 4πR2. По закону Стефана-Больцмана светимость равна
{\displaystyle L=4\pi R^{2}\sigma T_{E}^{4},}
где σ — постоянная Стефана-Больцмана, равная 5,67 × 10−8Вт м−2 K−4.
При гидростатическом равновесии имеет место равенство
{\displaystyle {\frac {dP}{dr}}=-{\frac {Gm(r)\rho (r)}{r^{2}}}.}
При интегрировании данного равенства по r от 0 до R получается одно из выражений теоремы вириала:
{\displaystyle \langle P\rangle =-{\frac {1}{3}}{\frac {E_{GR}}{V}}}.
Потенциальная энергия для сферически распределенной массы имеет вид
{\displaystyle E_{GR}=-{\frac {3}{5}}{\frac {GM^{2}}{R}}.}
При подстановке данного выражения в предыдущую формулу и замене объема V на объем шара получаем приближенное равенство
{\displaystyle \langle P\rangle \approx {\frac {GM^{2}}{4\pi R^{4}}}}.
Одним из упрощений является предположение о справедливости уравнения состояния идеального газа для данной системы:
{\displaystyle PV=NkT,\qquad \langle P\rangle ={\frac {\langle \rho \rangle }{\bar {m}}}kT.}
Выражение для температуры будет иметь вид
{\displaystyle kT={\frac {GM{\bar {m}}}{3R}}}.
Здесь {\displaystyle {\bar {m}}} показывает среднюю массу частиц газа внутри звезды. При подстановке данного выражения в уравнение для светимости, а также при выражении радиуса в виде
{\displaystyle R=\left({\frac {3}{4}}{\frac {1}{\rho \pi }}M\right)^{\frac {1}{3}}}
получим связь светимости и массы
{\displaystyle L\varpropto M^{3.33}}.
Несколько более точное выражение можно получить, приняв во внимание тот факт, что упоминавшееся уравнение позволяет получить среднюю температуру при известном среднем давлении, однако при выражении светимости необходимо знать температуру поверхности звезды. Поскольку звезды гораздо горячее в центральных областях, чем на поверхности, то следует оценить соотношение между поверхностной температурой и внутренней. Центральная часть звезды настолько горяча, что энергии требуется длительное время, чтобы покинуть центральную область; другими словами, термодинамическое равновесие достигается достаточно быстро. При помощи модели случайных блужданий можно оценить количество времени, требующееся для выхода энергии. В действительности, длина свободного пробега {\displaystyle l} фотонов для Солнца зависит от плотности и температуры, но в данном рассмотрении мы примем данную величину постоянной. После {\displaystyle N} взаимодействий, приводящих к {\displaystyle N} смещениям вектора движения в случайных направлениях, пройденное расстояние имеет вид
{\displaystyle \mathbf {D=l_{1}+l_{2}+\cdots +l_{n}} }.
Квадрат модуля смещения можно выразить как
{\displaystyle D^{2}=l_{1}^{2}+l_{2}^{2}+\cdots +l_{n}^{2}+2(\mathbf {l_{1}\cdot l_{2}+l_{1}\cdot l_{3}+\cdots )} }.
При усреднении по большому количеству смещений слагаемые, содержащие скалярное произведение, обнулятся вследствие случайности направлений. Таким образом, при больших {\displaystyle N} имеет место выражение
{\displaystyle D^{2}=l_{1}^{2}+l_{2}^{2}+\cdots +l_{n}^{2}=Nl^{2}.}
Следовательно, для того, чтобы излучение покинуло Солнце, необходимо в среднем {\displaystyle {\frac {R^{2}}{l^{2}}}} переизлучений. Время, за которое данный процесс произойдет, составляет {\displaystyle t\approx {\frac {R^{2}}{cl}}}. Время, необходимое для прохождения радиуса Солнца без переизлучения, составляет {\displaystyle {\frac {R}{c}}}, что меньше предыдущего результата в {\displaystyle {\frac {l}{R}}} раз. Подставляя полученное соотношение в закон Стефана-Больцмана, получим выражение
{\displaystyle T_{E}\approx {\Big [}{\frac {l}{R}}{\Big ]}^{\frac {1}{4}}T_{I}}.
Итоговое выражение для светимости будет иметь вид
{\displaystyle L\approx 4\pi R^{2}\sigma T_{I}^{4}{\frac {l}{R}}\approx {\frac {(4\pi )^{2}}{3^{5}}}{\frac {\sigma }{k^{4}}}G^{4}{\bar {m}}^{4}\langle \rho \rangle lM^{3}.}
Длина свободного пробега обратно пропорциональна произведению поперечного сечения и концентрации, следовательно
{\displaystyle l\varpropto \langle \rho \rangle ^{-1}.}
Подставляя данной выражение в предыдущую формулу, получим
{\displaystyle L\varpropto M^{3}.}

## Различие между звездами малых и больших масс
Различие между случаями малых и больших звездных масс можно получить при выводе уравнений с учетом давления излучения. В данном случае проще рассматривать оптическую непрозрачность {\displaystyle \kappa } и внутреннюю температуру {\displaystyle T_{I}}. Более точно, следует рассмотреть среднюю температуру в зоне лучистого переноса.
Для градиента давления излучения справедливо равенство
{\displaystyle {\frac {dP_{rad}}{dr}}=-{\frac {\kappa \rho }{c}}{\frac {L}{4\pi r^{2}}},}
где {\displaystyle c} — скорость света, {\displaystyle 1/\kappa \rho =l} равно длине свободного пробега фотона.
Давление излучения связано с температурой соотношением {\displaystyle P_{rad}={\frac {4\sigma }{3c}}{T_{I}}^{4},} следовательно,
{\displaystyle {T_{I}}^{3}{\frac {dT_{I}}{dr}}=-{\frac {3\kappa \rho }{16\sigma }}{\frac {L}{4\pi r^{2}}},}
откуда следует пропорциональность
{\displaystyle L\varpropto {T_{I}}^{4}{\frac {R}{\rho }}\varpropto {T_{I}}^{4}{\frac {R^{4}}{M}}.}
В зоне лучистого переноса гравитация уравновешивается давлением газа и излучения. Для звезд небольших масс давление излучения мало, следовательно, справедливо соотношение
{\displaystyle T_{I}\varpropto {\frac {M}{R}}}.
Таким образом, выражение для светимости в данном случае имеет вид
{\displaystyle L\varpropto M^{3}.}
Для звезд больших масс давление излучения превосходит давление газа в зоне лучистого переноса. В таком случае справедливо выражение
{\displaystyle {T_{I}}^{4}\varpropto {\frac {M^{2}}{R^{4}}},}
что приводит к виду соотношения массы и светимости:
{\displaystyle L\varpropto M.}